# Julien Lemarié
Pour les articles homonymes, voir Lemarié (homonymie).
Julien Lemarié, né à Fougères (Ille-et-Vilaine) le 24 mars 1977, est un chef cuisinier étoilé français.

## Biographie
Né en Bretagne, Julien Lemarié fait son apprentissage à Saint-Malo. Il part travailler à Londres, chez Gordon Ramsay, puis au Japon pendant cinq ans. Il travaille deux ans à Singapour, puis à Rennes au restaurant Le Coq-Gadby en 2012.
En 2017, il ouvre son propre restaurant à Rennes : Ima. Sa cuisine est d'inspiration japonaise, en s'appuyant sur un approvisionnement local. Les distinctions arrivent : trophée trois toques de Gault et Millau, puis obtention de sa première étoile Michelin en 2018. Le restaurant est désigné Meilleur Sophistroquet en 2018 par le Fooding.
Depuis 2017, il est impliqué dans Les Toqués de mythos, un festival gastronomique à Rennes regroupant chaque année 70 chefs.
En 2020, son implication dans la restauration durable et responsable lui vaut l'étoile verte Michelin.  Il ouvre Imayoko, à côté de Ima, dans l'esprit d'un bar à vins japonais.
En mars de la même année, il crée le Collectif de l'Ordre de la Licorne, rassemblant des chefs tels que Julien Lemarié, Jean Marie Baudic, Yann Dayer... ayant pour but la promotion du « bien manger et mieux boire ensemble ». 

## Cuisine
Sa cuisine navigue entre terroir rennais et influences asiatiques, bouillons, algues, infusions, épices... Julien Lemarié joue les contrastes entre les saveurs. Soucieux d'une cuisine durable, il reçoit, en 2020, l'étoile verte du Guide Michelin.

## Distinctions

### Guide Michelin
2018 - Première étoile pour Ima
2020 - Première étoile verte pour Ima

### Gault et Millau
2017 - Élu Grand de demain
2018 -  3 Toques

### Le Fooding
2018 - Meilleur Sophistroquet